# 陈晶
陈晶（1971年4月22日—），中国女子冰球运动员。她曾代表中国国家队参加1998年和2002年冬季奥林匹克运动会冰球比赛，分别获得第四名和第七名。她也曾两次参加亚洲冬季运动会。